# Mirócles Veras
Mirócles Campos Veras (Parnaíba, 25 de março de 1890 – Parnaíba, 10 de agosto de 1978) foi um médico e político brasileiro que foi prefeito de Parnaíba e suplente de deputado federal pelo Piauí.

## Biografia
Filho de Emídio Gomes Veras e de Maria Campos Veras. Ingressou no curso de Medicina via Faculdade de Medicina da Universidade Federal da Bahia e concluiu seus estudos em 1912 na Faculdade de Medicina da Universidade Federal do Rio de Janeiro com especialização em Ginecologia e Obstetrícia criando em sua cidade natal o Hospital Infantil Mirócles Campos Veras e a Maternidade Marques Bastos. Tamanha projeção o levou à prefeitura de Parnaíba onde permaneceu de 1934 a 1936.
Nomeado prefeito de Parnaíba em 1937 durante o Estado Novo deixou o cargo em 1945 quando concorreu a deputado federal pelo PSD e obteve a condição de suplente. Em 1947 perdeu a eleição para o Senado Federal tendo Hugo Napoleão do Rego como companheiro de chapa e em 1950 repetiu a suplência de deputado federal exercendo o mandato nos períodos em que Sigefredo Pacheco estava de licença.
Avô de Mirócles Campos Veras Neto, eleito vereador de Parnaíba em 1988 pelo PMDB.